# Барт Хаммел
Барт Хаммел (англ. Burt Hummel) — персонаж американского музыкального телесериала «Хор», придуманный Райаном Мёрфи, Иэном Бреннаном и Брэдом Фэлчаком. Барт, роль которого исполняет актёр Майк О`Мэлли, является отцом Курта Хаммела и впервые появился в эпизоде «Preggers», когда его сын совершил каминг-аут. Барт является автомехаником и владельцем авторемонтной мастерской в городе Лайма, штат Огайо, где происходят события сериала. Во первом сезоне он знакомится с Кэрол Хадсон, матерью Финна Хадсона, и в эпизоде «Furt» они женяется. Финн становится пасынком Барта и сводным братом Курта. Первоначально Майк О’Мэлли получил периодическую роль, а во втором сезоне вошёл в основной актёрский состав сериала.
Персонаж был благоприятно воспринят критиками. Джеймс Понивозик из Time отметил что, О’Мэлли оказался хорошим актёром и достойно сыграл персонажа-папу, отношения которого с сыном-гомосексуалом не хамские, а доверительные, что в свою очередь стало первым признаком выхода «Хора» на новый уровень и избавления от стереотипов. Роберт Каннинг из IGN писал, что сюжетная линия отношения Барта и Курта одна из наиболее сильных в сериале, а актёрская игра О’Мэлли в некоторых моментах «превосходна» . В 2010 году он был номинирован на премию «Эмми» в категории «Лучший приглашённый актёр в комедийном сериале».

## Сюжетные линии

### Первый сезон
Барт впервые появляется на экране в четвёртом эпизоде первого сезона, когда застаёт своего сына Курта (Крис Колфер) танцующим под песню Бейонсе «Single Ladies (Put a Ring on It)». Курт утверждает, что это — футбольная тренировка, а он получил место в школьной футбольной команде. Барт обрадовался новости и пообещал прийти на ближайшую игру. Курту решает помочь его коллега по хору и квотербек команды Финн Хадсон (Кори Монтейт); Финн добивается для Курта просмотра и тот попадает в команду. Барт приходит на первую игру Курта и радуется, когда тот забивает решающий для команды мяч. Его растущая уверенность в себе приводит к тому, что он совершает каминг-аут — признаётся своему отцу, что гомосексуален. Барт спокойно воспринимает признание сына и говорит, что знал об это уже давно, и всё равно любит Курта и будет его поддерживать.
Когда Курту не дали женскую сольную партию «Defying Gravity» в эпизоде «Wheels», Барт отправляется к директору Фиггинсу (Айкбал Теба) и говорит, что во избежание дискриминации хор должен устроить честное прослушивание между Куртом и Рейчел Берри (Лиа Мишель). Директор соглашается, а Барт получает анонимный телефонный звонок с оскорблениями сексуальной ориентации его сына; Курт, видя, как расстроен отец, намеренно срывает своё выступление и партия достаётся Рейчел.
В серии «Home» Курт знакомит своего отца с Кэрол Хадсон (Роми Роузмонт) — овдовевшей матерью Финна, в надежде более близко общаться с его сыном, в которого он влюблён. Прежде, чем Финн узнаёт об отношениях Барта и Кэрол, они уже решают жить вместе; Финн не может смириться с тем, что Барт занимает место его покойного отца, однако меняет своё решение, когда Барт проводит с ним беседу уверяя, что любит Кэрол и не причинит ей боль. Они начинают много времени проводить вместе, посещая спортивные соревнования, и в серии «Laryngitis» Курт начинает ревновать отца к Финну. Он пытается подражать его внешнему виду и намеренно делает так, чтобы Барт застал его с девушкой. Когда Барт и Финн снова проводят время без Курта, Курт поёт песню «Rose’s Turn», которую подслушивает Барт. Он извиняется, что на некоторое время пренебрёг им, и хвалит его вокальные способности, уверяя, что ему не нужно быть тем, кем он не является.
В эпизоде «Theatricality» Барт сообщает сыну, что предложил Кэрол переехать в их дом вместе с Финном. Зная и чувствах Курта к нему, Финн чувствует дискомфорт, находясь с Куртом в одной спальне. В надежде сделать Финну приятное, Курт меняет дизайн их комнаты, что только раздражает Финна, который срывается на Курта, называя его «педик» (англ. faggy). Свидетелем этого становится Барт, который в жёсткой форме объясняет Финну, что не потерпит такого отношения к своему сыну даже если это будет стоит ему отношений с Кэрол.

### Второй сезон
В серии «Grilled Cheesus» у Барта случается сердечный приступ и он проводит без сознания несколько дней, в течение которых Курт находится у его постели. Курт берёт на себя заботы по реабилитации отца, контролируя его диету. В серии «Furt» Кэрол и Барт сообщают сыновьям, что решили пожениться. Курт берётся за организацию свадьбы и приглашает хористов спеть на мероприятии. Хор поёт кавер-версию «Marry You» Бруно Марса, во время которой Кэрол и Барт становятся мужем и женой. Они решают потратить сбережения на медовый месяц, но когда Курту угрожает Дейв Карофски (Макс Адлер), они на накопленные средства переводят Курта в частную мужскую академию Далтон.
Хаммел и Хадсон продолжают жить вместе после вступления в брак. После того, как он застаёт полностью одетого Блейна (Даррен Крисс) в постели Курта после вечеринки, Барт беседует с сыном. Курт объясняет, что Блейн был слишком пьян, чтобы добраться до дома, однако отец ставит ультиматум, запрещая Курту оставлять на ночь парней-геев также, как он запрещает Финну оставлять на ночь девушек. Курт соглашается, но просит Барта найти способ узнать побольше о гомосексуальных отношениях, поскольку ему может понадобиться его отцовский совет. Как оказалось, у Курта практически отсутствуют знания о сексе; это беспокоит Блейна, который решает сам поговорить с Бартом. Он просит Барта поговорить с сыном о сексе и говорит, что завидует их отношениям, поскольку его отец не оказывал ему поддержки и не смирился с его гомосексуальностью. По совету Блейна, Барт берёт несколько брошюр в клинике и, несмотря на протесты Курта, решает поговорить с сыном. Он объясняет разницу между гетеросексуальными и гомосексуальными отношениями, и, несмотря на неловкость, беседа заканчивается хорошо. Позже Барт негативно отнёсся к желанию Курта вернуться обратно в школу МакКинли; на разговоре с директором Фиггинсом, Дейвом Карофски и его отцом он сообщает, что несмотря на то, что им приходится платить большие для своей семьи деньги за образование Курта, он не верит в благие намерения Карофски. Когда Курт наедине беседует с Карофски и уверяет отца, что проблема исчерпана, тот соглашается. Во время подготовки к выпускному вечеру для младших классов в эпизоде «Prom Queen», Барт не рекомендует Курту надевать мужскую юбку, опасаясь нападок со стороны гомофобов, которые хоть и не прессуют Курта после его возвращения, но и уважения не проявляют. Барта поддерживает Блейн, но Курт всё равно делает так, как запланировал. Прогноз Барта сбывается, когда Курта выбирают королевой бала и публично унижают.

### Третий сезон
В третьем сезоне Барт даёт Финну работу в своей автомастерской. Когда Курт просит у него совета относительно продолжения образования после школы, Барт сообщает, что поддержит его желание пойти в музыкально-театральный колледж, а также даёт совет относительно предвыборной кампании в президенты класса; он предлагает Курту не стесняться того, что он гей, и преподносить себя таким, какой он есть.

## Реакция

### Отзывы критиков
Барт близок со своим сыном; он поддерживает его после того, как тот совершает каминг-аут в четвёртом эпизоде первого сезона, и по ходу сериала их отношения становятся только крепче. Эта идея создателей была одобрена рецензентами. Эпизод, в котором Барт защищает сына от нападок Финна и в грубой форме предупреждает его, что не потерпит оскорбительных фраз в адрес Курта, обозреватель сайта IGN назвал «одним из самых тяжёлых эпизодов во всём сериале», а Тим Стэк из Entertainment Weekly назвал игру О’Мэлли достойной премии «Эмми». Джеймс Понивозик из издания Time высоко оценил игру Майка О’Мэлли и Криса Колфера в эпизоде признания Куртом отцу о своей сексуальной ориентации и в целом сцены разговора Барта и Курта, назвав их отличным «примером общения юного и взрослого поколения». Кен Такер из Entertainment Weekly написал: «Барт Хаммел — рабочий парень, который полностью принял гомосексуальность сына. В начале сериала Барт сбил зрителей с толку: мы думали, что он хамский люмпен пролетариат, который обеспечит драматическую конфронтацию между отцом и сыном, но создатели пошли другим путём, отражающим идею, что хороший родитель часто многому учится у своего ребёнка, а не наоборот». Бракосочетание Барта и Кэрол попало в список «23 лучших телевизионных свадьбы» по версии Entertainment Weekly, а Стек назвал отличной идею с танцем молодоженов на пути к алтарю. TV Guide включил момент в список «Самых запоминающихся свадеб на телевидении», добавив: «Если вы прошли через обет верности без пролития слёз — у вас нет души».

### Награды и номинации
В 2010 году Майк О’Мэлли был номинирован на премию «Эмми» в категории «Лучший приглашенный актёр в комедийном телесериале». В том же году он стал обладателем премии Teen Choice Awards в номинации « Choice TV: Лучший родитель». На вручении Премии Гильдии киноактёров США в 2011 году О’Мэлли вместе с остальными актёрами «Хора» получил награду в номинации «Лучший актёрский состав в комедийном сериале».